# آلبرتو کوتو گارسیا
آلبرتو کوتو گارسیا (انگلیسی: Alberto Coto García؛ زادهٔ ۲۰ مهٔ ۱۹۷۰) یک نویسنده است. 